# Ghilarovia
Ghilarovia är ett släkte av mångfotingar. Ghilarovia ingår i ordningen vinterdubbelfotingar, klassen dubbelfotingar, fylumet leddjur och riket djur.
Kladogram enligt Catalogue of Life:
| Ghilarovia | \| \| Ghilarovia cylindrica \| \| \| \| \| \| Ghilarovia kygae \| \| \| \| |
|            | \| \| Ghilarovia cylindrica \| \| \| \| \| \| Ghilarovia kygae \| \| \| \| |
|            | Ghilarovia cylindrica                                                      |
|            |                                                                            |
|            | Ghilarovia kygae                                                           |
|            |                                                                            |